# Glacier de Pierredar
Glacier de Pierredar är en glaciär i Schweiz. Den ligger i distriktet Aigle och kantonen Vaud, i den sydvästra delen av landet, 70 km söder om huvudstaden Bern. Glacier de Paneirosse ligger cirka 2 700 meter över havet.